# Liste der Monuments historiques in Lihus
Die Liste der Monuments historiques in Lihus führt die Monuments historiques in der französischen Gemeinde Lihus auf.

## Liste der Objekte
| Bezeichnung | Beschreibung         | Standort                                | Kennzeichnung | Schutzstatus | Datum | Bild |
| ----------- | -------------------- | --------------------------------------- | ------------- | ------------ | ----- | ---- |
| Glocke      | Bronze,1416 gegossen | in der Kirche Notre-Dame-de-la-Nativité | PM60000981    | Classé       | 1913  |      |